# Alain Blanchard (capitaine)
Pour les articles homonymes, voir Alain Blanchard et Blanchard.

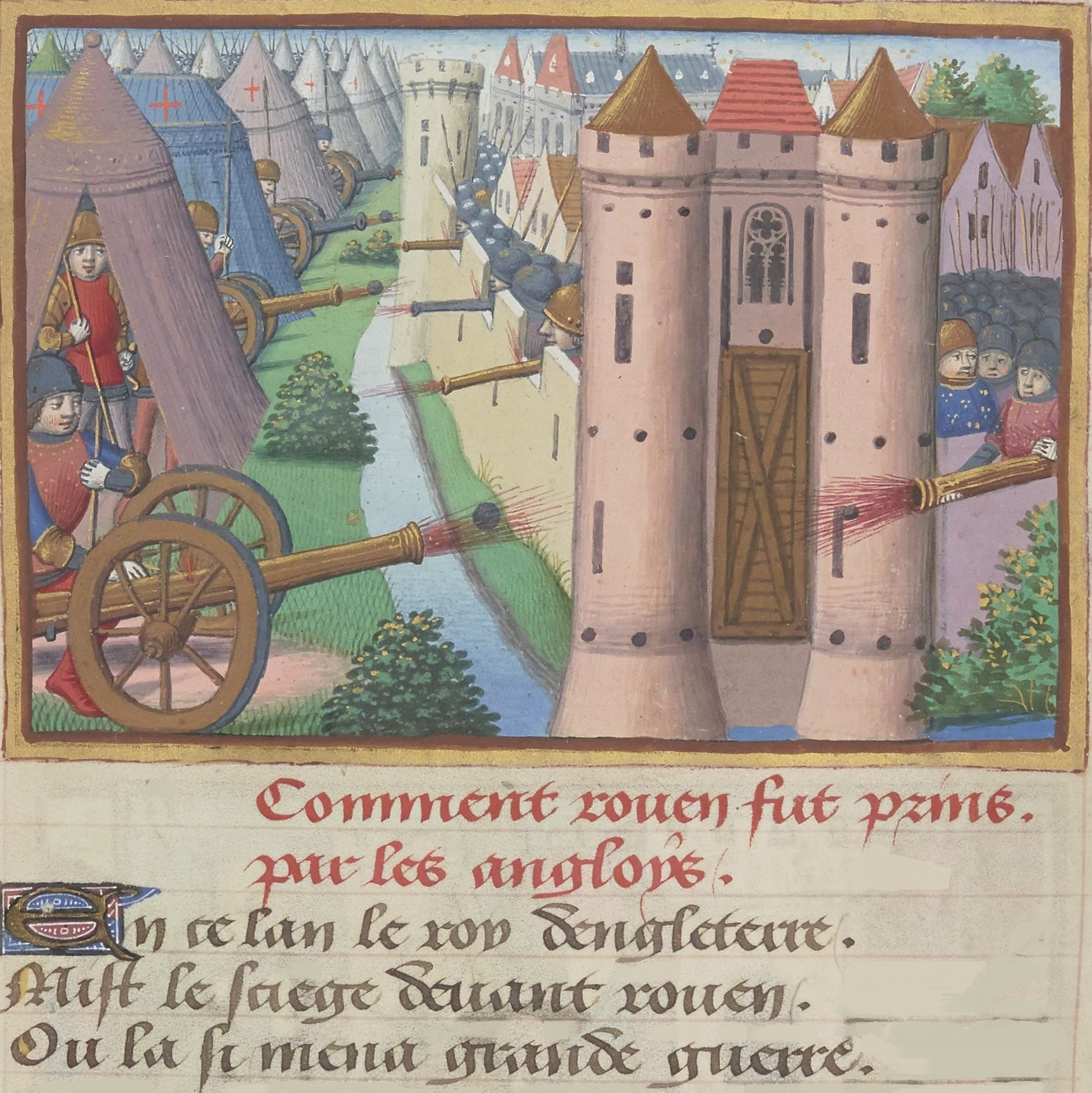
Siège de Rouen (1418-1419), enluminure des Vigiles de Charles VII, vers 1484, BnF, département des manuscrits, ms. Français 5054,.

Alain Blanchard, né au XIVe siècle et exécuté en 1419, était capitaine des arbalétriers de Rouen durant la guerre de Cent Ans.
Henri V d'Angleterre étant venu en juillet 1418 mettre le siège devant la ville de Rouen, Blanchard se mit à la tête d’une partie de la population et défendit cette ville avec bravoure et résolution, en retardant la prise de plusieurs mois.
Lorsque les Rouennais furent, en janvier 1419, forcés de capituler devant la famine qui les décimait, les Anglais exigèrent, lors de la reddition de la ville, que trois des plus notables de ses habitants lui soient livrés pour être décapités. Les victimes désignées furent Robert Livet, vicaire général de l’archevêque, Jean Jourdain, maître de l’artillerie et Alain Blanchard.
Robert Livet et Jean Jourdain rachetèrent leur vie en payant une rançon au roi d’Angleterre sur une partie de leurs biens. Sans fortune, Alain Blanchard fut, quant à lui, décapité. Il alla au supplice en disant : « Je n’ai pas de bien, mais quand j’en aurai, je ne l’emploierai pas pour empêcher un Anglais de se déshonorer. ».
Le dévouement héroïque du capitaine des arbalétriers de Rouen a fait l’objet d’une tragédie de Antoine Vieillard représentée à Paris en 1793, d’une tragédie d’Alexandre Dupias représentée à Rouen et à Paris en 1826, d’un drame lyrique par Ruféville et mis en musique par Adrien Boïeldieu le fils de François-Adrien Boïeldieu, de deux poèmes de Auguste Thorel de Saint-Martin (1815) et Émile Coquatrix (1847) et d’une chronique en prose par P. Dumesnil (1849).
Son buste est visible sur la façade du no 11-15 rue du Moulinet à Rouen.